# NGC 2344
NGC 2344 is een balkspiraalstelsel in het sterrenbeeld Lynx. Het hemelobject werd op 24 november 1886 ontdekt door de Amerikaanse astronoom Lewis A. Swift.

## Synoniemen
- UGC 3734
- MCG 8-13-103
- ZWG 234.100
- KARA 180
- NPM1G +47.0086
- PGC 20395